# 케플러-22 계
케플러-22 계(Kepler-22 system)는 태양계(Solor system)의 태양과 같은 등급의 황색왜성 케플러-22(Kepler-22)를 항성으로 갖는 행성계이다.

## 시스템
|                                             |
| 예시- 케플러-22 시스템과 태양계의 크기 비교 |

지구(earth)로부터 600광년 떨어져있는 케플러22계(Kepler-22 system)는 HZ(생명체 거주가능 영역,habitable zone)을 갖는 골디락스 행성계(Goldilocks planetary system)로 잘 알려져있다.

## 행성들
- 케플러-22b(Kepler-22b)

## 같이 보기
- 글리제 581 계